# Municipio de Hamilton (condado de Decatur)
El municipio de Hamilton (en inglés: Hamilton Township) es un municipio ubicado en el condado de Decatur en el estado estadounidense de Iowa. En el año 2010 tenía una población de 158 habitantes y una densidad poblacional de 2,41 personas por km².

## Geografía
El municipio de Hamilton se encuentra ubicado en las coordenadas 40°36′30″N 93°44′13″O / 40.60833, -93.73694. Según la Oficina del Censo de los Estados Unidos, el municipio tiene una superficie total de 65.61 km², de la cual 65,26 km² corresponden a tierra firme y (0,53 %) 0,35 km² es agua.

## Demografía
Según el censo de 2010, había 158 personas residiendo en el municipio de Hamilton. La densidad de población era de 2,41 hab./km². De los 158 habitantes, el municipio de Hamilton estaba compuesto por el 95,57 % blancos, el 0,63 % eran amerindios, el 3,8 % eran asiáticos. Del total de la población el 0 % eran hispanos o latinos de cualquier raza.